# Ланксес Арена
Ланксес Арена (на немски: Lanxess-Arena) е арена в град Кьолн, Германия.
Наименува е на основния си спонсор компанията „Ланксес“. Арената е открита през 1998 година. Капацитетът ѝ е 20 000 души.